# Journée internationale pour le droit à la vérité en ce qui concerne les violations flagrantes des droits de l'homme et pour la dignité des victimes
La journée internationale pour le droit à la vérité en ce qui concerne les violations flagrantes des droits de l'homme et pour la dignité des victimes est une célébration annuelle internationale qui rend hommage à la mémoire de Monseigneur Óscar Arnulfo Romero mort assassiné en pleine messe dans l'Archidiocèse de San Salvador pour avoir défendu les droits des paysans de son diocèse le 24 mars 1980. Le droit à la vérité est souvent invoqué dans les cas où il y a des violations flagrantes des droits de l'homme et des infractions graves au droit de l'humain. Quand on est par exemple en présences de cas d'exécutions sommaires, de disparitions forcées ou volontaires, de rapt et ou d'enlèvements d'enfants, de torture, les victimes ou leurs proches ont le droit d'exiger de savoir ce qui s'est vraiment passé,pourquoi? comment ... Le droit à la vérité est le droit de connaître la vérité absolue et complète sur ce qui s'est passé, les circonstances spécifiques des événements et les personnes qui y ont participé, y compris les circonstances dans lesquelles et les raisons pour lesquelles les violations ont eu lieu. Ainsi, à la date du 21 décembre 2010,  l'Assemblée générale de l’ONU a proclamé le 24 mars de chaque année Journée internationale pour le droit à la vérité en ce qui concerne les violations flagrantes des droits de l’homme et pour la dignité des victimes,,,,,,,,,,,.